# Врангель Фердинанд Петрович
Барон Фердинанд Петрович Врангель (рос. Фёдор Петрович Врангель; нім. Ferdinand Friedrich Georg Ludwig von Wrangell, Фердинанд Фрідріх Георг Людвіг фон Врангель; 29 грудня 1796 [9 січня 1797] Псков — 25 травня [6 червня] 1870, Дерпт) — російський військовий і державний діяч, мореплавець і полярний дослідник, адмірал (1856), керівник Морським міністерством Російської Імперії.

## Походження
Походив зі стародавнього роду балтійських німців. Син майора артилерії Петра Берендтовича (Петера Людвіга) Врангеля (1760—1807) і його дружини Доротеї-Маргарити-Барбари фон Фрейман (1768—1806). Дід його, виходець з Данії, був камергером при дворі Петра III, при Катерині II потрапив в опалу і втік за кордон.

## Біографія
У 1807 році він був визначений у Морський кадетський корпус . 8 червня 1812 року підвищений до гардемарина, а 6 квітня 1814 року — в чин унтер-офіцера. 21 липня 1815 року, після закінчення морського корпусу (першим у випуску) проведений в мічмани. Врангель деякий час служив в Ревелі, в 1816—1817 рр. плавав у складі 19-го флотського екіпажу в Фінській затоці на фрегаті «Автроїл».
У 1817—1819 роках мічманом брав участь в навколосвітній експедиції Василя Головніна на шлюпі «Камчатка». За участь в цьому плаванні нагороджений орденом Святої Анни 3-го ступеня. Взимку 1819—1820 року займався в Дерпті астрономією, фізикою і мінералогії, слухав лекції професорів В. Я. Струве і Моріца фон Енгельгардта.
У 1820—1824 роках в чині лейтенанта (отримав 12 лютого 1820 року) очолював експедицію з дослідження північно-східного узбережжя Сибіру. В ході експедиції було описано узбережжі Сибіру від річки Індигірка до Колючинської губи, нанесені на карту Ведмежі острови . Після повернення з Іркутська в Санкт-Петербург нагороджений орденом Святого Володимира 4-го ступеня, довічною пенсією в розмірі річної лейтенантської платні, проведений в наступний чин і йому було подаровано 4 роки вислуги для отримання військового ордена.
У 1825—1827 роках в чині капітан-лейтенанта (здобутий 12 грудня 1824 року) очолював навколосвітню плавання на військовому транспорті «Кроткий». По поверненню з навколосвітнього плавання нагороджений орденом Святої Анни 2-го ступеня і пенсією в розмірі капітан-лейтенантської платні. 13 жовтня 1827 здобув чин капітана 2-о рангу. 29 грудня того ж року був обраний член-кореспондентом Імператорської Академії Наук.
У 1828—1829 роках командував фрегатом «Єлисавета» . У 1829 році в чині капітана 1-го рангу призначається головним правителем Російської Америки і залишається на цій посаді до 1835 року, в 1830 році прибуває на Аляску. За час перебування на цій посаді особисто обстежив все західне північноамериканське узбережжі від Берингової протоки до Каліфорнії і створює магнітно-метеорологічну обсерваторію в Ново-Архангельську . 24 березня 1833 року обраний членом Імператорського Московського товариства випробувачів природи.
У 1836 році через Мексику, де виконує дипломатичні доручення Російсько-Американської компанії, повертається в Росію, зробивши по дорозі на батьківщину своє третє навколосвітнє плавання. 8 липня того ж року йому присвоєно звання контр-адмірала, з призначенням членом Спільного присутності кораблебудівного департаменту морського міністерства, а 5 серпня призначений виконуючим обов'язки директора Департаменту корабельних лісів. 27 листопада 1836 року обраний членом Товариства для заохочення лісового господарства. У 1837 році на присутніх справив огляд корабельних гаїв, лісництв та правлінь Балтійського і Низового округів і дубових лісів на острові Езель. За 25-річну службу 29 листопада 1837 нагороджений орденом Святого Георгія 4-го ступеня, а в наступному році був нагороджений орденом Св. Станіслава 2-го ступеня із зіркою. З 1837 року — член-кореспондент Лондонського Королівського географічного товариства.
З 1840 по 1847 роки — директор Російсько-Американської компанії (Санкт-Петербург), в 1847—1849 роках є директором Департаменту корабельних лісів Морського міністерства. З 1845 року — член Російського географічного товариства . Обраний Головою відділення загальної географії. У 1849 році виходить у відставку з присвоєнням чину віце-адмірала. Перебуваючи у відставці, активно співпрацює з Петербурзької академією наук, почесним членом якої стає в 1855 році, і Російським Географічним суспільством, будучи одним з його засновників.
У зв'язку з початком Кримської війни повертається з відставки на службу і 8 вересня 1854 року його призначають директором гідрографічного департаменту. 23 лютого 1855 року призначений головою Морського вченого комітету, а 13 квітня того ж року інспектором корпусу штурманів флоту з залишенням в займаних посадах. У 1855—1857 роках керував Морським міністерством (тобто був морським міністром). Нагороджений орденом Св. Володимира 2-го ступеня. 15 квітня 1856 року призначений генерал-ад'ютантом, а 26 серпня того ж року отримав чин адмірала. 8 серпня 1857 року, за станом здоров'я, був звільнений з посади керуючого морським міністерством з призначенням членом Державної ради. 8 вересня 1859 нагороджений орденом Білого орла.
У 1864 році повторно вийшов у відставку. У тому ж році переїхав на постійне проживання в маєток Роела (Руіль) в Естляндії. Останні шість років життя він провів в сільській самоті. День у день він займався метеорологічними спостереженнями, щоденники яких збереглися в його архіві. Висловлювався проти продажу Аляски Сполученим Штатам Америки.
Помер Ф. П. Врангель 25 травня [6 червня] 1878 від розриву серця, будучи проїздом в Дерпті. Похований на родинній ділянці Віру-Ягупов кладовища в Естонії поряд з дружиною  [Архівовано 23 вересня 2018 у Wayback Machine.] .

## Пам'ять
Іменем Врангеля названі:
- острів в Льодовитому океані ;

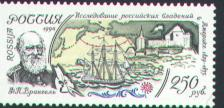
Ф. П. Врангель на поштовій марці Росії (1992)

- острів в складі архіпелагу Нова Земля ;
- острів в США ;
- бухта на сході затоки Находка ;
- національний парк і заказник в Алясці ;
- гори на Алясці [Архівовано 10 лютого 2020 у Wayback Machine.]

У 1992 році була випущена поштова марка Росії, присвячена Врангелю.